# Betriebliche Kinderbetreuung

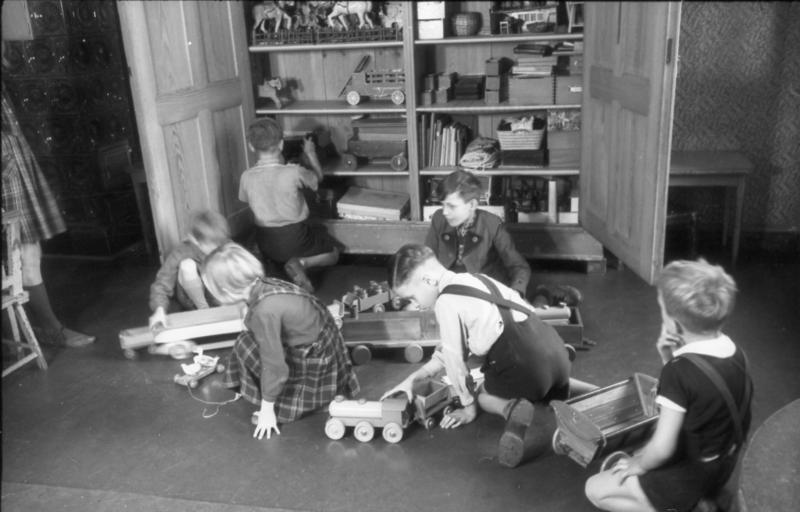
Betriebskindergarten der Schultheiss-Brauerei, Berlin 1949

Betriebliche Kinderbetreuung ist jede Form der externen Kinderbetreuung, die auf Kinder von in bestimmten Betrieben beschäftigten Mitarbeitern ausgerichtet ist. Im weiteren Sinne werden meist auch universitäre Kinderbetreuungsangebote für Kinder von Studenten unter diesen Begriff gefasst. Betriebliche Kinderbetreuungsangebote sollen eine Kinderbetreuung von hoher Qualität und Flexibilität zur Verfügung stellen, die die Vereinbarkeit von Familie und Beruf verbessern.
Je nach Alter der betreuten Kinder spricht man von Betriebskinderkrippe, Betriebskindergarten oder auch allgemeiner von betrieblichen Kindertagesstätten. Es zählen insbesondere solche Tagesstätten dazu, deren Träger mit dem jeweiligen Unternehmen kooperiert und ihm Belegplätze in örtlichen Einrichtungen vorhält, sowie Einrichtungen, die durch den Betrieb selbst getragen werden.
Die Abgrenzung von betrieblicher und nicht-betrieblicher Kinderbetreuung ist insofern fließend, als meist auch externe (nicht-betriebsinterne) Kinder mitbetreut werden.

## Charakteristika
Betriebliche Betreuungsstrukturen lassen sich bezüglich ihrer Öffnungszeiten an die Arbeitszeiten anpassen. Auch in Bezug auf Ferien- bzw. Schließungszeiten sind die Betreuungszeiten normalerweise den beruflichen Erfordernissen der Arbeitnehmer und Arbeitgeber angepasst.
Normalerweise findet betriebliche Kinderbetreuung in der Nähe des Unternehmenssitzes statt. Dadurch können Eltern ihre Kinder auf dem Weg zu bzw. der Arbeit begleiten und sind nötigenfalls sehr schnell erreichbar. Andererseits bedeutet eine Entfernung zur Wohnstätte aber auch, dass ein längerer Weg anfällt, wenn der Partner oder Dritte das Kind bringt und holt.
Bei einem Wechsel des Arbeitgebers kann ein Wechsel der Kinderbetreuungsform notwendig werden. Unter Umständen wird der Platz dem Kind nicht mehr zur Verfügung gestellt. Selbst in dem Fall, dass externe Kinder in der Betreuungseinrichtung zugelassen werden, kann es für Eltern organisatorisch schwierig sein, eine betriebliche Kinderbetreuung des ehemaligen Arbeitgebers zu nutzen, etwa wenn ein Betreuungsplatz in der Nähe des (bisherigen) Arbeitsplatzes nach dem Arbeitsplatzwechsel nicht mehr günstig zu erreichen ist.
Als Alternative zur betrieblichen Kinderbetreuung besteht für Unternehmen die Möglichkeit, Betreuungsplätze in öffentlichen oder privaten Einrichtungen (sogenannte Belegplätze) zu reservieren oder einen Betreuungszuschuss zu gewähren.

## Deutschland
Einer Umfrage des Industrie- und Handelskammertags zufolge war es 2013 in der Hälfte der Unternehmen bereits üblich oder geplant, Mitarbeiter bei der Kinderbetreuung zu unterstützen, und zwar zumindest in Form von Zuschüssen; im Jahr 2007 traf dies nur auf ein Viertel der Unternehmen zu. Eine betriebliche Kinderbetreuung ist dabei bei jedem dritten Unternehmen mit mehr als zwanzig Beschäftigten vorhanden oder geplant.
Mit dem 2012 aufgelegten Förderprogramm „Betriebliche Kinderbetreuung“ des BMFSFJ ist eine staatliche Förderung in Höhe von 400 Euro pro neu geschaffenem Ganztagsbetreuungsplatz und Monat vorgesehen. Diese Förderung ist als Anschubfinanzierung auf zwei Jahre begrenzt.
Auch das „Programm für betriebliche Kinderbetreuung“ des Europäischen Sozialfonds (ESF) mit einer Laufzeit von 2008 bis 2012 förderte betriebliche Kinderbetreuung.

## Österreich
In Österreich spielt die betriebliche Kinderbetreuung eine untergeordnete Rolle, und es sind (Stand: 2011) nur etwa 2 % aller Kinderbetreuungseinrichtungen dem betrieblichen Bereich zuzuordnen.

## Schweiz
Lange Zeit waren in der Schweiz Betriebskindergärten die Ausnahme; in zehn Jahren von etwa 2005 bis 2015 erhöhte sich das Angebot deutlich. Im Jahr 2019 wurde in der Deutschschweiz erstmals ein Coworking-Space mit integrierter Kinderbetreuung angeboten.